# 제니퍼 힐
제니퍼 힐(Jennifer Hill, 1978년 12월 31일 ~ )은 캐나다의 배우이다.
토론토에서 태어났다.

## 영화
- 해저드 마을의 듀크 가족: 비기닝 (2007, The Dukes of Hazzard: The Beginning)
- 텐 틸 눈 (2006년)
- 아이스 퀸 (2005년) - 일레인 역
- 써클 (2002년)
- 유 비롱 투 미 (2001년)
- 총격의 울음 (1977년)